# FIA GT1-VM 2011
FIA GT1-VM 2011 är den andra säsongen av världsmästerskapet för GT1-bilar.

## Kalender

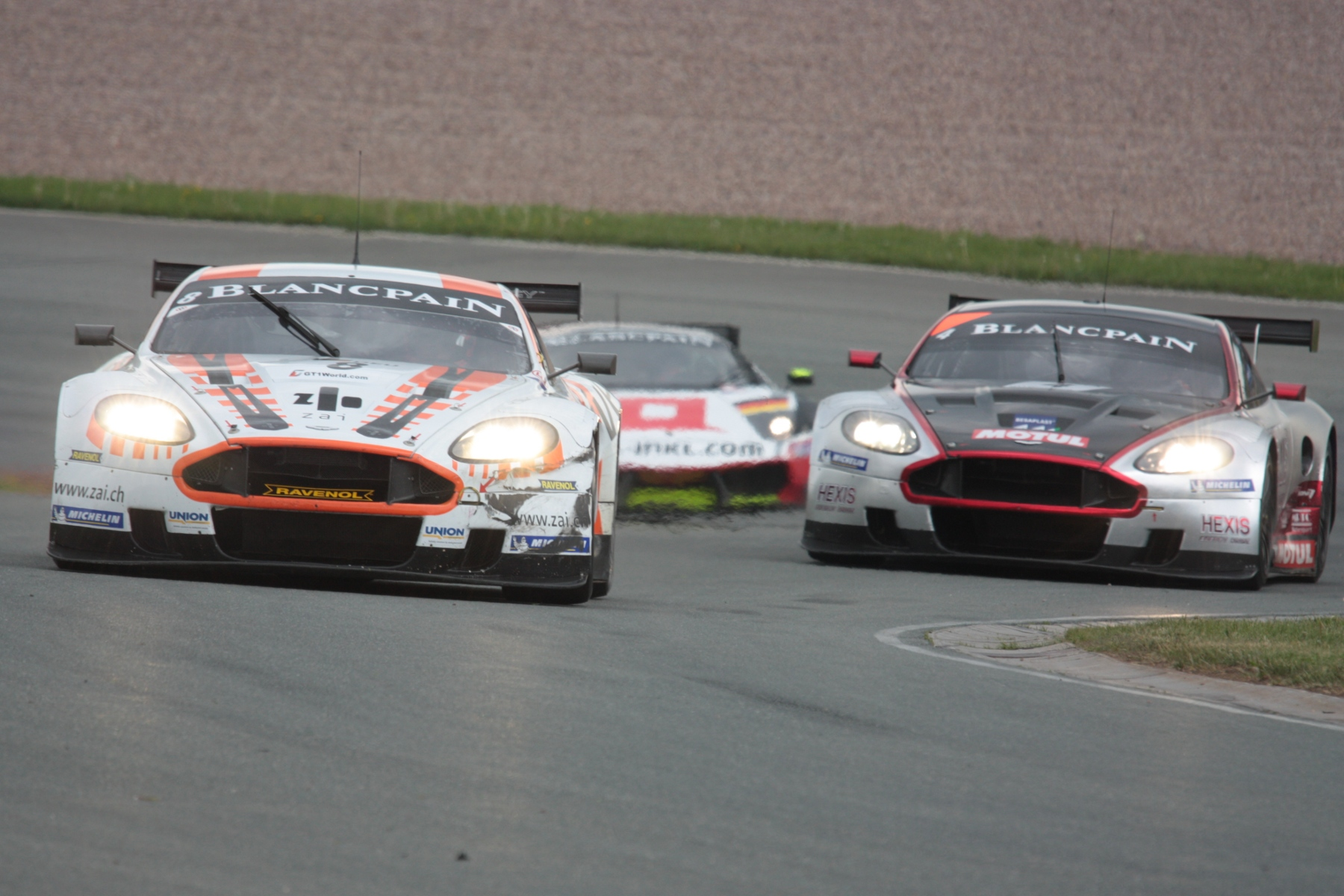
Aston Martin DBR9 på Sachsenring 2011.

| Datum        | Bana                           | Kvalseger Team - bil                | Raceseger Team - bil                |
| Datum        | Bana                           | Kvalseger Förare                    | Raceseger Förare                    |
| ------------ | ------------------------------ | ----------------------------------- | ----------------------------------- |
| 27 mars      | Abu Dhabi                      | Marc VDS Racing Team                | Hexis AMR                           |
| 27 mars      | Abu Dhabi                      | Maxime Martin Frédéric Makowiecki   | Clivio Piccione Stef Dusseldorp     |
| 10 april     | Circuit Zolder                 | All-Inkl.com Münnich Motorsport     | All-Inkl.com Münnich Motorsport     |
| 10 april     | Circuit Zolder                 | Marc Basseng Markus Winkelhock      | Marc Basseng Markus Winkelhock      |
| 8 maj        | Algarve                        | JR Motorsports                      | JR Motorsports                      |
| 8 maj        | Algarve                        | Peter Dumbreck Richard Westbrook    | Lucas Luhr Michael Krumm            |
| 15 maj       | Sachsenring                    | Marc VDS Racing Team                | Hexis AMR                           |
| 15 maj       | Sachsenring                    | Maxime Martin Frédéric Makowiecki   | Christian Hohenadel Andrea Piccini  |
| 5 juni       | Silverstone RAC Tourist Trophy | Young Driver AMR                    | JR Motorsports                      |
| 5 juni       | Silverstone RAC Tourist Trophy | Tomáš Enge Alex Müller              | Lucas Luhr Michael Krumm            |
| 3 juli       | Circuito de Navarra            | All-Inkl.com Münnich Motorsport     | All-Inkl.com Münnich Motorsport     |
| 3 juli       | Circuito de Navarra            | Marc Basseng Markus Winkelhock      | Nicky Pastorelli Dominik Schwager   |
| 17 juli      | Paul Ricard                    | JR Motorsports                      | JR Motorsports                      |
| 17 juli      | Paul Ricard                    | Lucas Luhr Michael Krumm            | Lucas Luhr Michael Krumm            |
| 4 september  | Ordos International Circuit    | Marc VDS Racing Team                | Marc VDS Racing Team                |
| 4 september  | Ordos International Circuit    | Maxime Martin Frédéric Makowiecki   | Maxime Martin Frédéric Makowiecki   |
| 10 september | Goldenport Park Circuit        | Young Driver AMR                    | Young Driver AMR                    |
| 10 september | Goldenport Park Circuit        | Tomáš Enge Alex Müller              | Darren Turner Stefan Mücke          |
| 6 november   | San Luis                       | Exim Bank Team China                | Exim Bank Team China                |
| 6 november   | San Luis                       | Yelmer Buurman Francesco Pastorelli | Yelmer Buurman Francesco Pastorelli |

## Slutställning
| Pl. | Förare              | Team               | Bil                               | Poäng |
| --- | ------------------- | ------------------ | --------------------------------- | ----- |
| 1   | Michael Krumm       | Sumo Power         | Nissan GT-R GT1                   | 137   |
| 1   | Lucas Luhr          | Sumo Power         | Nissan GT-R GT1                   | 137   |
| 2   | Darren Turner       | Young Driver AMR   | Aston Martin DBR9                 | 120   |
| 2   | Stefan Mücke        | Young Driver AMR   | Aston Martin DBR9                 | 120   |
| 3   | Christian Hohenadel | Hexis AMR          | Aston Martin DBR9                 | 111   |
| 3   | Andrea Piccini      | Hexis AMR          | Aston Martin DBR9                 | 111   |
| 4   | Tomáš Enge          | Young Driver AMR   | Aston Martin DBR9                 | 103   |
| 4   | Alex Müller         | Young Driver AMR   | Aston Martin DBR9                 | 103   |
| 5   | Marc Basseng        | Münnich Motorsport | Lamborghini Murciélago LP670 R-SV | 102   |
| 5   | Markus Winkelhock   | Münnich Motorsport | Lamborghini Murciélago LP670 R-SV | 102   |